# محمد صبيحي
محمد كريم صبيحي (ولد في تاريخ 27 مارس 1988) هو لاعب تجديف بريطاني. وقد حاز على ميدالية أولمبية مرتين. فاز بميدالية ذهبية في سباق رباعي بلا ربان في الألعاب الأولمبية الصيفية 2016 ، وفي الألعاب الأولمبية الصيفية 2012 كان ضمن الطاقم البريطاني الذي فاز بالميدالية البرونزية في سباقات تجديف الثمانية رجال. 

## النشأة
ولد محمد صبيحي في كينغستون أبون تيمز لأم بريطانية وأب مغربي.  درس العلوم الرياضية مع مجال الصحة والتغذية والتمارين الرياضية في كلية سانت ماري الجامعية في تويكنهام بمنحة رياضية بين السنين 2006 إلى 2010. قبل إنضمامه إلى فريق التجديف ، كان يلعب كرة القدم وكرة السلة .
في سن ال 15 ، تم ملاحظته وتمييز قدرته الرياضية على أنه من المحتمل أن يكون مجدف ناجح من خلال برنامج اكتشاف المواهب وانضم إلى برنامج التجديف العالمي البريطاني الخاص بتدريب التجديف.   احتل محمد صبيحي المركز الأول في فئة ال15 للناشئين, في بطولة بريطانيا العظمى للتجديف الداخلي (أي في منطقة مياه مغلقة ، مثل بركة سباحة) وكان ذلك عام 2003. 

## مسيرته المهنية
في الألعاب الأولمبية الصيفية 2012 التي اقيمت في لندن، المملكة المتحدة ، كان محمدصبيحي جزءًا من الطاقم البريطاني الذي فاز بالميدالية البرونزية في سباق الثمانية للتجديف . 
في عام 2013 ، كان أحد الرياضين الذين فازوا بالميدالية الذهبية في بطولة العالم للتجديف . في عام 2014 فاز بميداليات ذهبية في سباقات الرباعي بلا ربان في كل من بطولة أوروبا للتجديف في بلغراد وبطولة العالم في أمستردام.  في عام 2015 ، فاز بالميدالية الذهبية في بطولة العالم للسنة الثالثة على التوالي، وكانت هذه المرة في سباق الثمانية للتجديف مرة أخرى. 
في الألعاب الأولمبية 2016 ، التي أقيمت في ريو كان الصبيحي جزءًا من فريق بريطانيا العظمى للرباعي بلا ربان . وقد فاز الفريق بالميدالية الذهبية ، وهي الميدالية الذهبية الخامسة على التوالي لبريطانيا في مثل هذا الحدث.  
حصل على ميدالية برونزية في بطولة العالم للتجديف 2017 في ساراسوتا ، فلوريدا ، كجزء من فريق الرباعي بلا ربان.  ثم فاز بالميدالية البرونزية في بطولة العالم للتجديف 2018 في بلوفديف ، بلغاريا ، كجزء من سباق الثمانية للتجديف، وكان ذلك جنبا إلى جنب مع كل من الرياضيين : جيمس رودكين ، آلان سنكلير ، توم رانسلي ، توماس جورج ، أوليفر وين جريفيث ، ماثيو تارانت ، ويل ساتش وهنري فيلدمان  وحصل على ميدالية برونزية أخرى في العام التالي في بطولة العالم للتجديف 2019 في أوتنشايم بالنمسا كجزء من سباق الثمانية للتجديف، جنبا إلى جنب مع كل من الرياضيين : جورج، رودكين وجوش بوجاجسكي وجاكوب داوسون ووين جريفيث وتارانت وتوماس فورد وفيلدمان. 
في عام 2021 ، حصل على الميدالية الذهبية الأوروبية في سباق الثمانية للتجديف في فاريزي بإيطاليا.  
تم اختيار محمد صبيحي كواحد من حاملي علم فريق بريطانيا العظمى في حفل إفتتاح الألعاب الأولمبية الصيفية 2020 ، الذي أقيم في تاربخ 23 يوليو 2021 ، وقد وصف محمد إختياره هذا بـ «الشرف الكبير».   بالتالي، أصبح محمد صبيحي أول رياضي مسلم الذي قام بحمل العلم لفريق بريطانيا العظمى. 

## تقديرات ومراتب شرفية
تم تقدير محمد صبيحي وتشريفه برتبة «عضو» ضمن رتبة الإمبراطورية البريطانية في قائمة ملكة المملكة المتحدة الشرفية للعام الجديد 2017 ، وذلك تقديرا لخدماته الرياضية في رياضة التجديف. 

## روابط خارجية
- Moe Sbihi at World Rowing
- محمد صبيحي  على موقع SportsReference  - سبورتس رفرنس

| الألعاب الأولمبية | الألعاب الأولمبية                            | الألعاب الأولمبية |
| ----------------- | -------------------------------------------- | ----------------- |
| سبقه {{{سبقه}}}   | Flagbearer for بريطانيا العظمى {{{الأعوام}}} | تبعه {{{تبعه}}}   |